# Sainte-Eulalie-d'Olt
Pour les articles homonymes, voir Sainte-Eulalie.
Sainte-Eulalie-d'Olt est une commune française, située dans le département de l'Aveyron en région Occitanie. Ses habitants sont appelés les Encaulats (nom qui signifie « mangeurs de choux »).
Elle est adhérente de l'association Les Plus Beaux Villages de France.
Le patrimoine architectural de la commune comprend deux  immeubles protégés au titre des monuments historiques : l'église Sainte-Eulalie, classée en 1923, et le château, inscrit en 1976.

## Géographie

### Généralités
Dans le quart nord-est du département de l'Aveyron, la commune de Sainte-Eulalie-d'Olt s'étend sur 17,48 km2. Elle est située presque intégralement en rive gauche du Lot qui la borde du sud-est au nord-ouest — dont plus de cinq kilomètres dans la retenue du barrage de Castelnau-Lassouts —  et elle est arrosée par plusieurs de ses affluents. Son territoire comprend également en rive droite la pointe sud de la presqu'île de Lous, délimité partiellement par le Merdanson, un affluent du Lot.
L'altitude minimale, 407 mètres, se trouve au nord-ouest, là où le Lot quitte la commune et sert de limite à celles de Castelnau-de-Mandailles et Lassouts. L'altitude maximale avec 876 mètres est également localisée au nord-ouest, au Puy de Campèch.
En bordure du Lot et de la route départementale (RD) 988 et traversé par la RD 597, le bourg de Sainte-Eulalie-d'Olt est situé, en distances orthodromiques, seize kilomètres à l'est-sud-est d'Espalion et dix-neuf kilomètres au sud de Laguiole.
Sainte-Eulalie-d'Olt adhère à l'association Les Plus Beaux Villages de France.

### Communes limitrophes
Après le regroupement des communes d'Aurelle-Verlac et de Saint-Geniez-d'Olt au 1er janvier 2016, Sainte-Eulalie-d'Olt est limitrophe de six autres communes.
Les communes limitrophes sont  Castelnau-de-Mandailles, Lassouts, Palmas d'Aveyron, Pierrefiche, Prades-d'Aubrac et Saint Geniez d'Olt et d'Aubrac.
| Lassouts         | Castelnau-de-Mandailles | Prades-d'Aubrac                |
|                  | Sainte-Eulalie-d'Olt    | Saint Geniez d'Olt et d'Aubrac |
| Palmas d'Aveyron | Pierrefiche             |                                |

### Hydrographie

#### Réseau hydrographique
La commune est drainée par le Lot, le Merdanson, le ruisseau de Barrage, le Moulinet, le ravin de Mas Nouvel, le ruisseau de Coutelle, le ruisseau de Glassac, le ruisseau des Coustats et par divers petits cours d'eau.
Le Lot prend sa source à 1272 m d’altitude sur la montagne du Goulet (nord du Mont Lozère), dans la commune de Cubières (48), et se jette  dans la Garonne à Monheurt (47), après avoir parcouru 484 km et traversé 129 communes.
Le Merdanson, d'une longueur totale de 17,7 km, prend sa source dans la commune de Prades-d'Aubrac et se jette  dans le Lot à Sainte-Eulalie-d'Olt, après avoir arrosé 3 communes.
La retenue de Castelnau-Lassouts est un lac de retenue lié au barrage de Castelnau-Lassouts. Longue de quinze kilomètres, elle s'étend sur 2,18 km2. Outre les deux communes entre lesquelles est érigé le barrage, elle baigne également Prades-d'Aubrac, Sainte-Eulalie-d'Olt et Saint-Geniez-d'Olt. Elle est également alimentée par une quinzaine de petits ruisseaux, dont le plus important est le Merdanson.

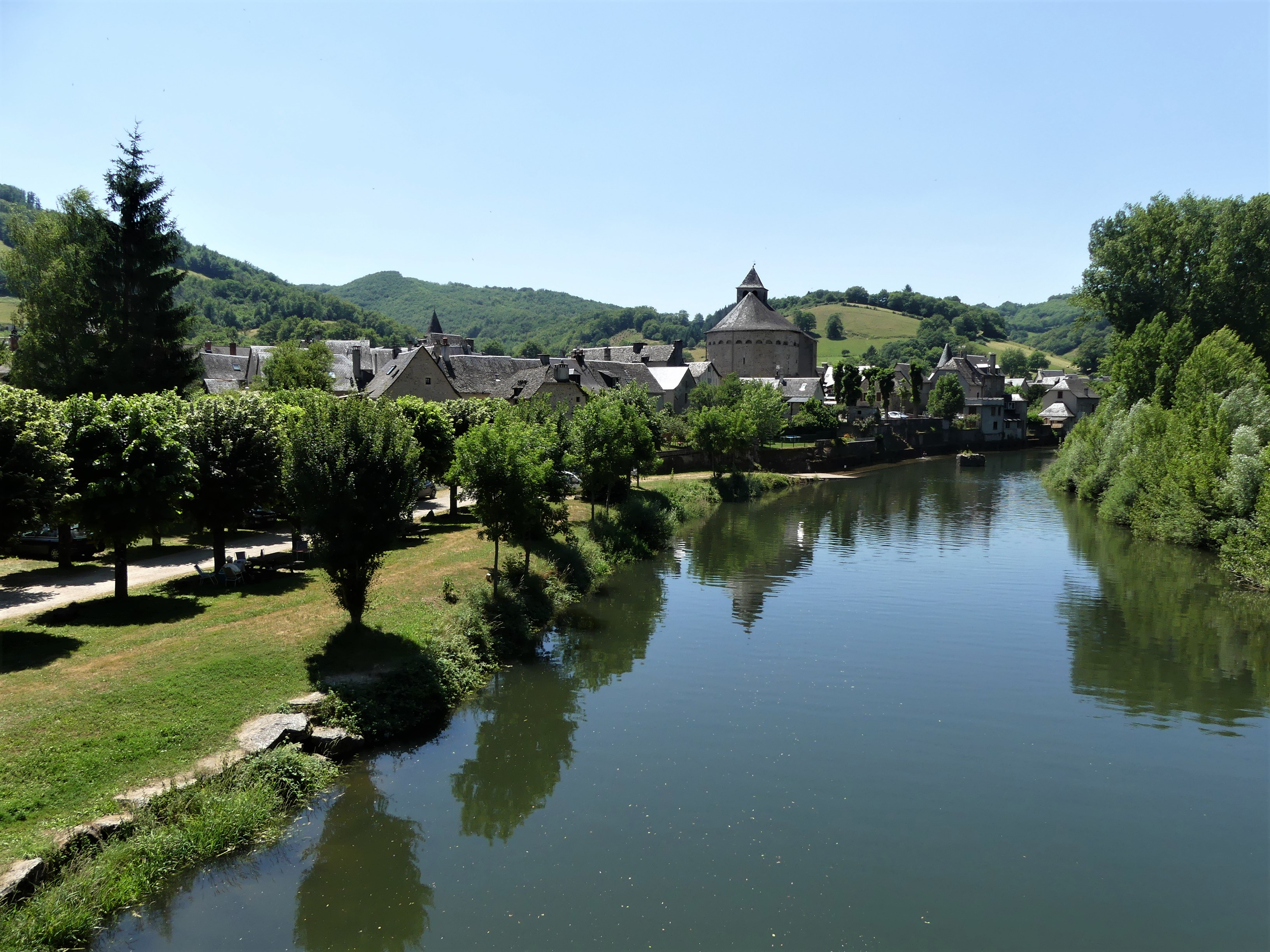
Le Lot en bordure du bourg de Sainte-Eulalie-d'Olt.
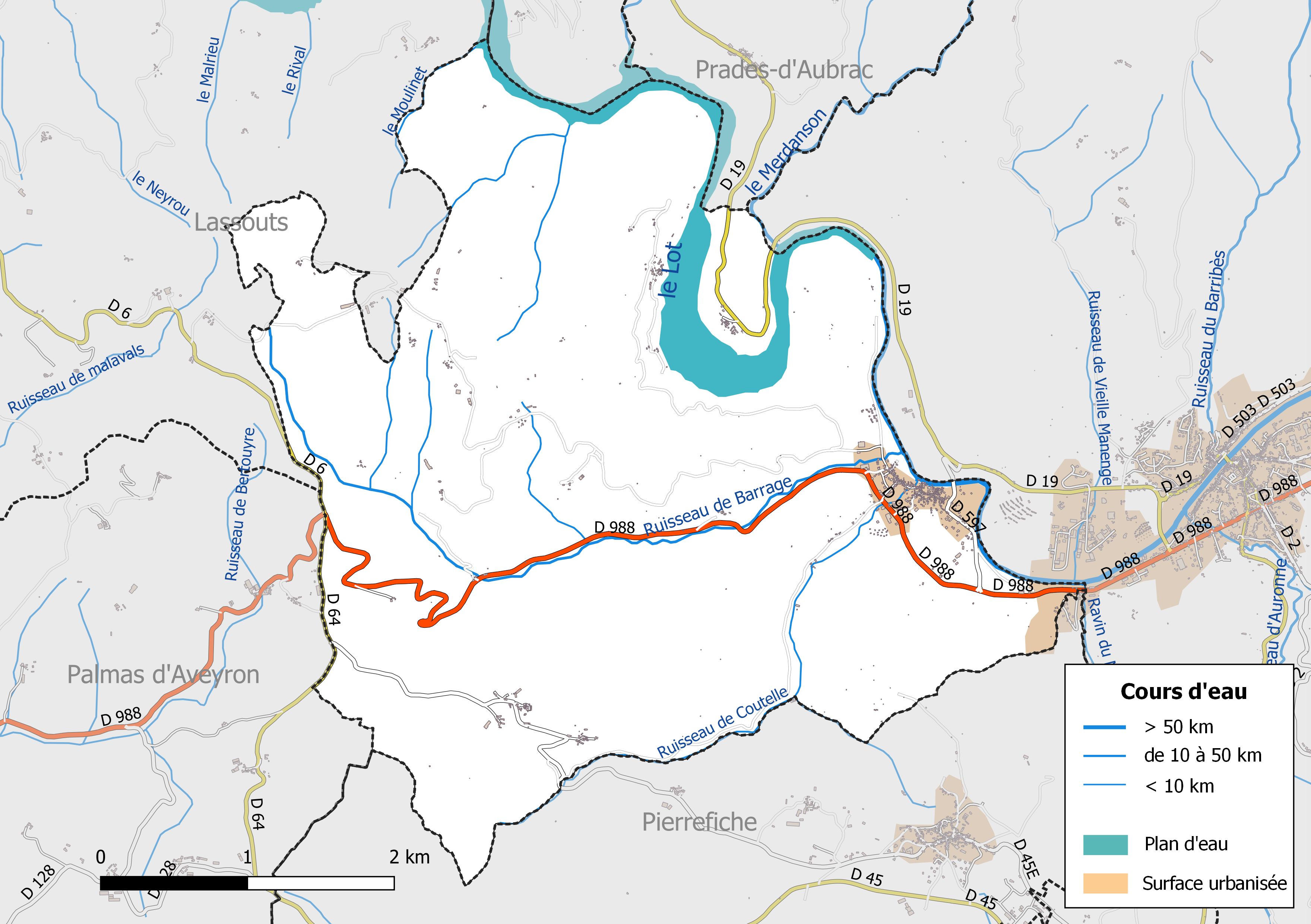
Réseaux hydrographique et routier de Sainte-Eulalie-d'Olt.

#### Gestion des cours d'eau
Afin d’atteindre le bon état des eaux imposé par la Directive-cadre sur l'eau du 23 octobre 2000, plusieurs outils de gestion intégrée s’articulent à différentes échelles pour définir et mettre en œuvre un programme d’actions de réhabilitation et de gestion des milieux aquatiques : le SDAGE (Schéma directeur d'aménagement et de gestion des eaux), à l’échelle du bassin hydrographique, et le SAGE (Schéma d'aménagement et de gestion des eaux), à l’échelle locale. Ce dernier fixe les objectifs généraux d’utilisation, de mise en valeur et de protection quantitative et qualitative des ressources en eau superficielle et souterraine. Trois SAGE sont mis en oeuvre dans le département de l'Aveyron.
La commune fait partie du SAGE Lot amont, approuvé le 15 décembre 2015, au sein du SDAGE Adour-Garonne. Le périmètre de ce SAGE concerne le bassin d'alimentation du Lot depuis sa source jusqu'à Entraygues-sur-Truyère dans l'Aveyron, où il reçoit la Truyère en rive droite. Il couvre ainsi 91 communes, sur deux départements (Lozère et Aveyron) et 2 régions – une superficie de 2 616 km2 et 1 400 km de cours d'eau permanents auxquels s'ajoutent jusqu'à 576 km de cours d'eau temporaires,. Le pilotage et l’animation du SAGE sont assurés par le Syndicat mixte Lot-Dourdou (SMLD), qualifié de « structure porteuse ». Cet organisme a été créé le 1er janvier 2014 par rapprochement de trois syndicats de rivières et est constitué de quatorze communautés de communes.

### Climat
Pour des articles plus généraux, voir Climat de l'Occitanie et Climat de l'Aveyron.
En 2010, le climat de la commune est de type climat océanique altéré, selon une étude s'appuyant sur une série de données couvrant la période 1971-2000. En 2020, Météo-France publie une typologie des climats de la France métropolitaine dans laquelle la commune est exposée à un climat de montagne et est dans la région climatique Sud-est du Massif Central, caractérisée par une pluviométrie annuelle de 1 000 à 1 500 mm, minimale en été, maximale en automne.
Pour la période 1971-2000, la température annuelle moyenne est de 11,8 °C, avec une amplitude thermique annuelle de 16,7 °C. Le cumul annuel moyen de précipitations est de 1 016 mm, avec 11,1 jours de précipitations en janvier et 6,2 jours en juillet. Pour la période 1991-2020, la température moyenne annuelle observée sur la station météorologique la plus proche, située sur la commune de Saint Geniez d'Olt et d'Aubrac à 2 km à vol d'oiseau, est de 9,0 °C et le cumul annuel moyen de précipitations est de 1 456,2 mm,. Pour l'avenir, les paramètres climatiques de la commune estimés pour 2050 selon différents scénarios d'émission de gaz à effet de serre sont consultables sur un site dédié publié par Météo-France en novembre 2022.

### Milieux naturels et biodiversité

#### Sites Natura 2000

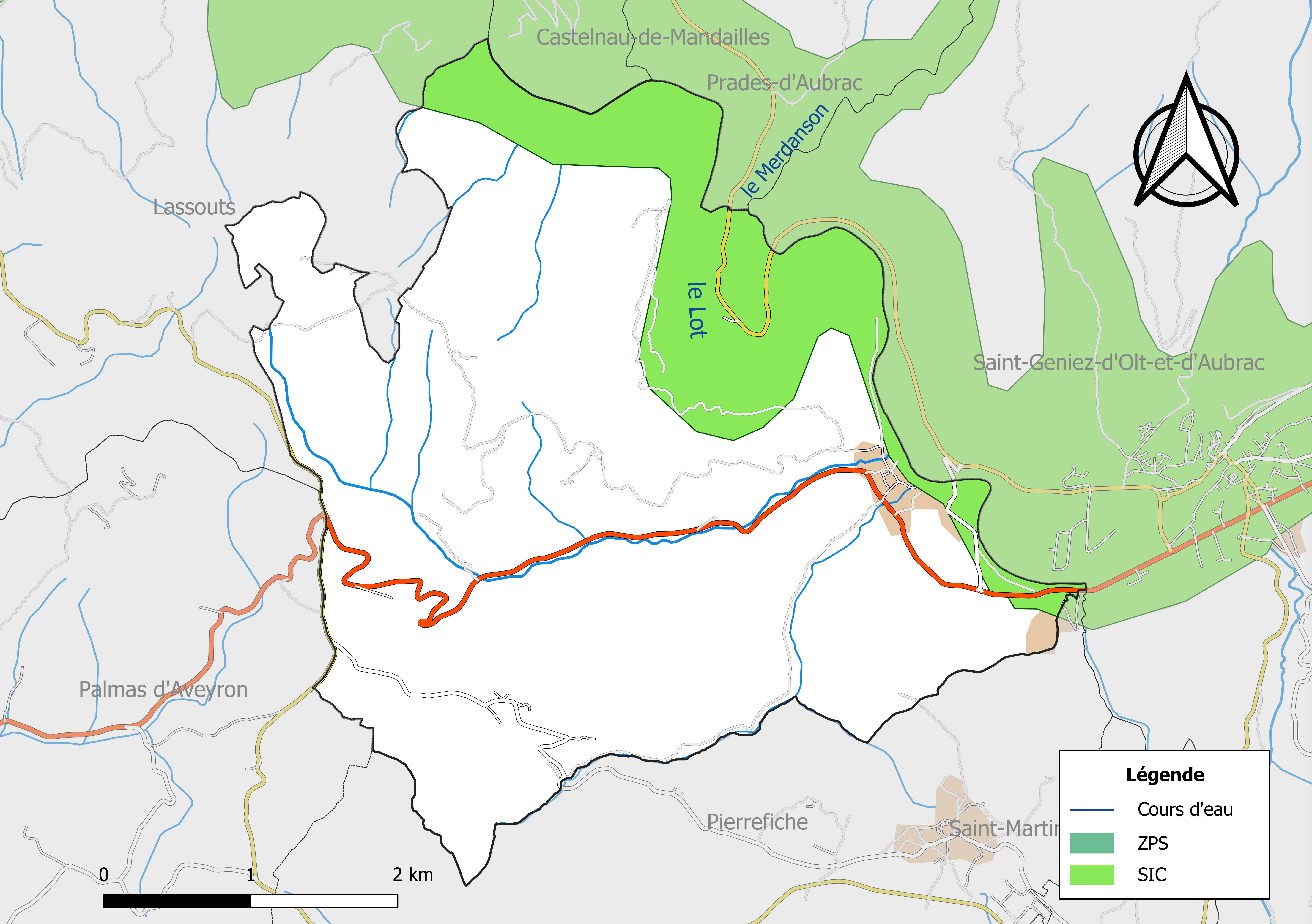
Sites Natura 2000 sur le territoire communal.

Le réseau Natura 2000 est un réseau écologique européen de sites naturels d’intérêt écologique élaboré à partir des Directives « Habitats » et « Oiseaux ». Ce réseau est constitué de Zones spéciales de conservation (ZSC) et de Zones de protection spéciale (ZPS). Dans les zones de ce réseau, les États Membres s'engagent à maintenir dans un état de conservation favorable les types d'habitats et d'espèces concernés, par le biais de mesures réglementaires, administratives ou contractuelles.
Un site Natura 2000 a été défini sur la commune au titre de la « directive Habitats » : 
La « Haute vallée du Lot entre Espalion et Saint-Laurent-d'Olt et gorges de la Truyère, basse vallée du Lot et le Goul », d'une superficie de 5 653 ha, comprend une partie de la vallée du Lot ainsi que deux de ses affluents : la Truyère et le Goul. Le site est remarquable d'une part du fait de la présence de deux espèces d'intérêt communautaire, la Loutre d'Europe et le Chabot, et de plusieurs habitats aquatiques et forestiers d'intérêts communautaires qui se rapportent aux trois entités paysagères du site.

#### Zones naturelles d'intérêt écologique, faunistique et floristique
L’inventaire des zones naturelles d'intérêt écologique, faunistique et floristique (ZNIEFF) a pour objectif de réaliser une couverture des zones les plus intéressantes sur le plan écologique, essentiellement dans la perspective d’améliorer la connaissance du patrimoine naturel national et de fournir aux différents décideurs un outil d’aide à la prise en compte de l’environnement dans l’aménagement du territoire.
Le territoire communal de Sainte-Eulalie-d'Olt comprend une ZNIEFF de type 1,, 
la « Rivière Lot (partie Aveyron) » (2 552 ha), couvrant 33 communes dont 30 dans l'Aveyron, 2 dans le Cantal et 1 dans la Lozère
, et une ZNIEFF de type 2,, 
la « Vallée du Lot (partie Aveyron) » (19 239 ha), qui s'étend sur 47 communes dont 39 dans l'Aveyron, 5 dans le Cantal, 2 dans le Lot et 1 dans la Lozère.

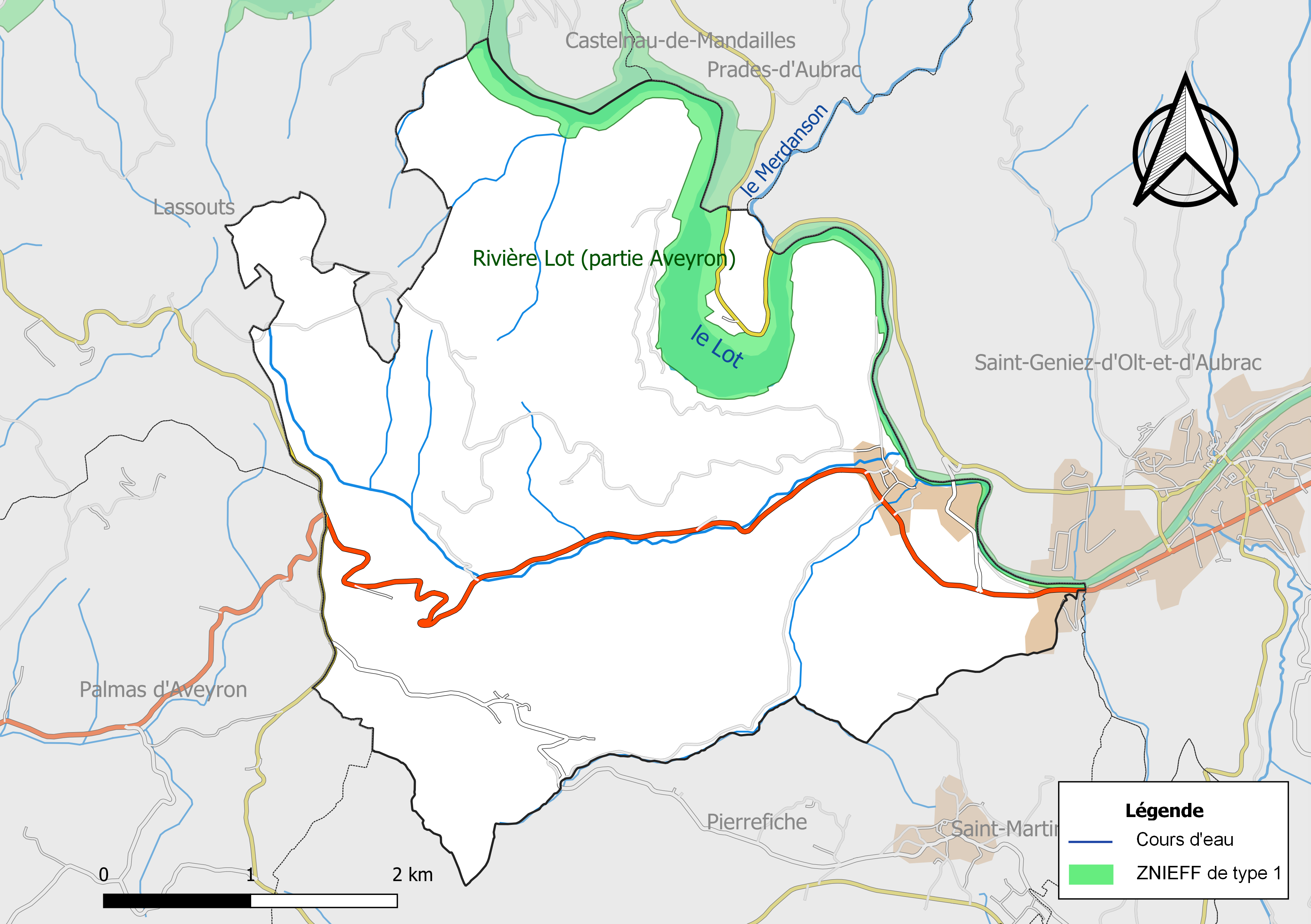
Carte de la ZNIEFF de type 1 de la commune.
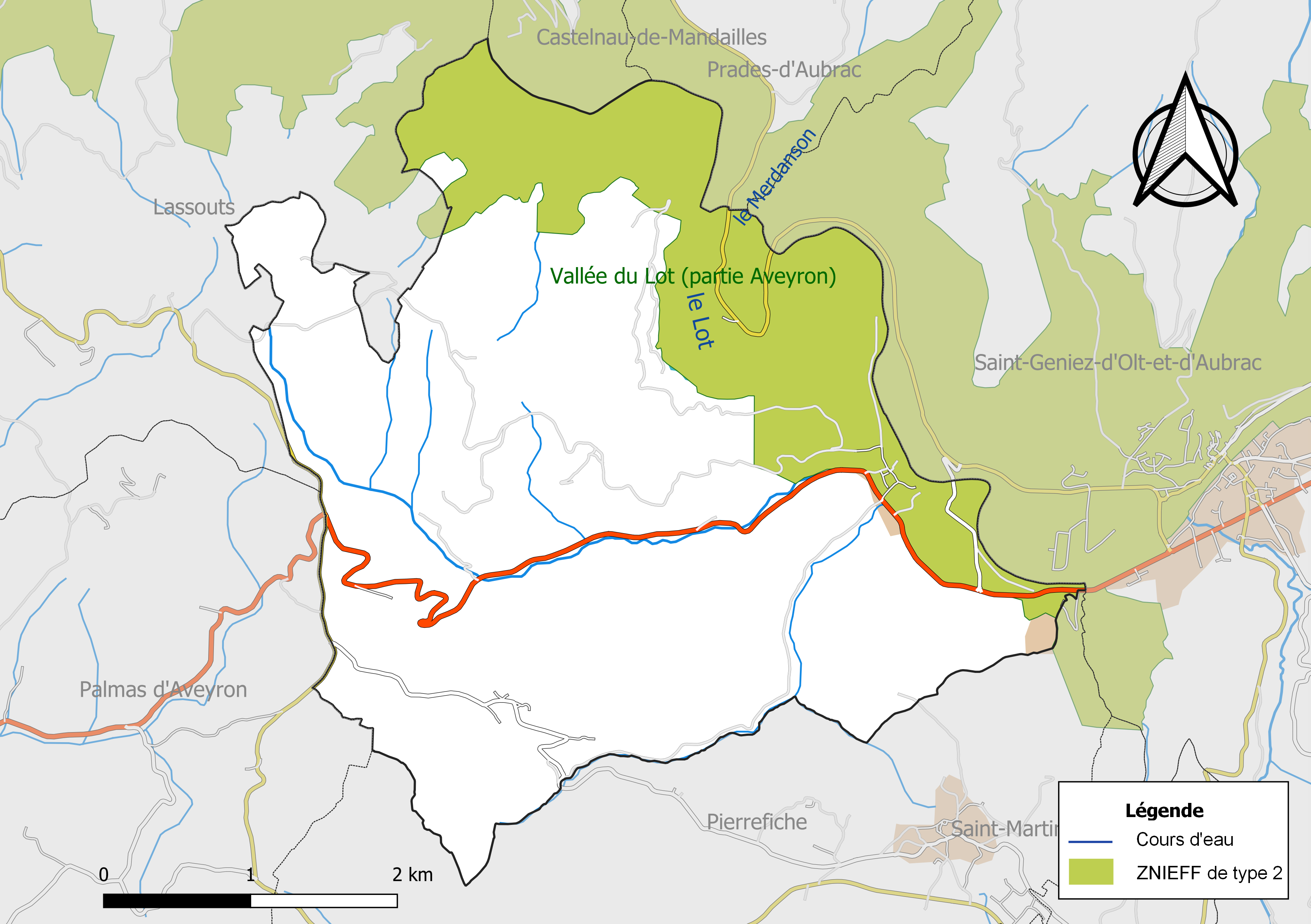
Carte de la ZNIEFF de type 2 de la commune.

## Urbanisme

### Typologie
Au 1er janvier 2024, Sainte-Eulalie-d'Olt est catégorisée commune rurale à habitat dispersé, selon la nouvelle grille communale de densité à 7 niveaux définie par l'Insee en 2022.
Elle est située hors unité urbaine et hors attraction des villes,.

### Occupation des sols

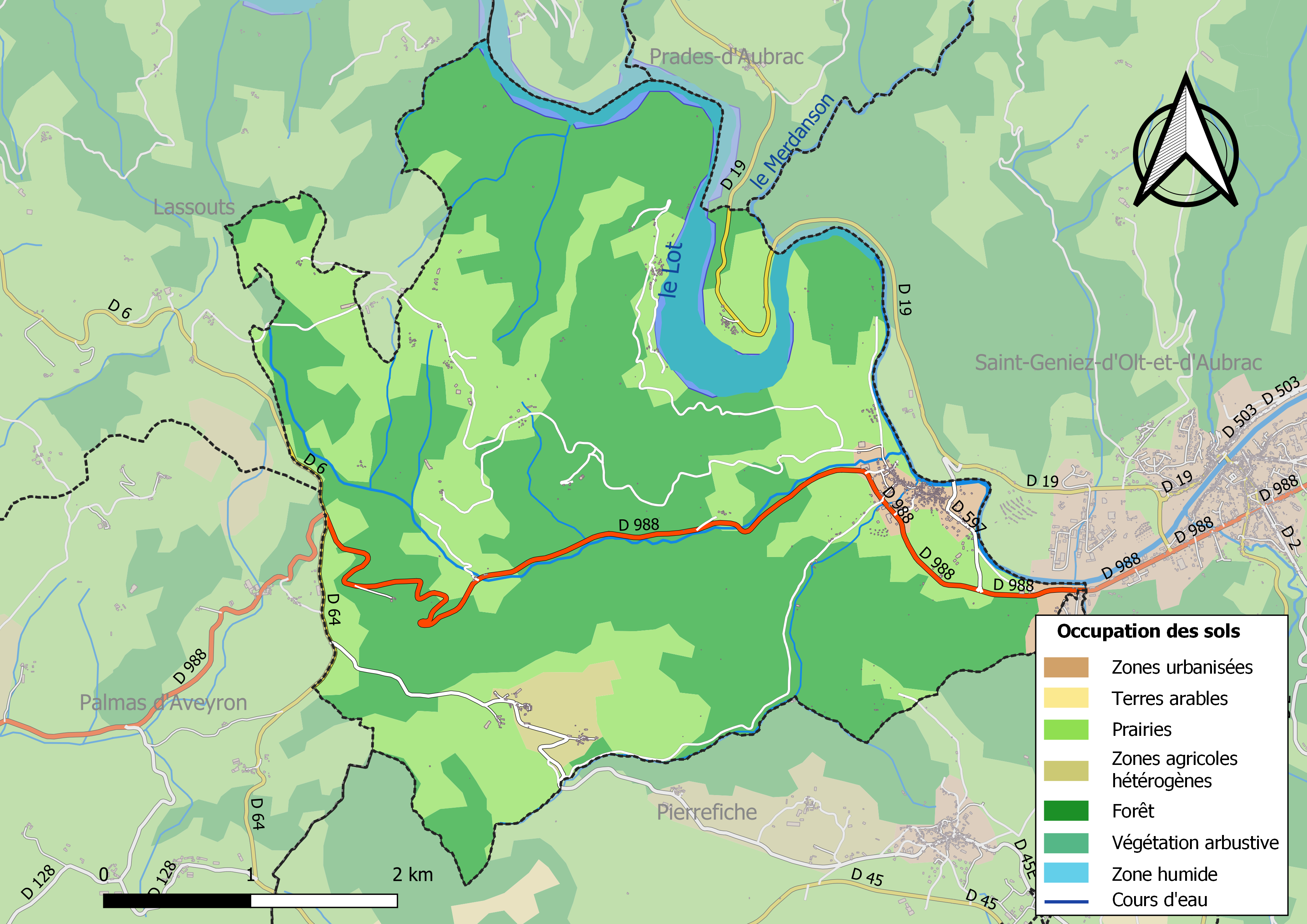
Infrastructures et occupation des sols de la commune de Sainte-Eulalie-d'Olt.

L'occupation des sols de la commune, telle qu'elle ressort de la base de données européenne d’occupation biophysique des sols Corine Land Cover (CLC), est marquée par l'importance des forêts et milieux semi-naturels (56 % en 2018), une proportion sensiblement équivalente à celle de 1990 (56,6 %). La répartition détaillée en 2018 est la suivante : 
forêts (56 %), prairies (35,9 %), eaux continentales (4,3 %), terres arables (2 %), zones urbanisées (1,9 %).

### Planification
La commune disposait en 2017 d'un plan local d'urbanisme approuvé. Le zonage réglementaire et le règlement associé peuvent être consultés sur le Géoportail de l'urbanisme.

### Risques majeurs
Le territoire de la commune de Sainte-Eulalie-d'Olt est vulnérable à différents aléas naturels : inondations, climatiques (hiver exceptionnel ou canicule), feux de forêts et séisme (sismicité faible).
Il est également exposé à un risque particulier, le risque radon,.

#### Risques naturels

Zones inondables de la commune de Sainte-Eulalie-d'Olt.

Certaines parties du territoire communal sont susceptibles d’être affectées par le risque d’inondation par débordement du Lot. Les dernières grandes crues historiques, ayant touché plusieurs parties du département, remontent aux 3 et 4 décembre 2003 (dans les bassins du Lot, de l'Aveyron, du Viaur et du Tarn) et au 28 novembre 2014 (bassins de la Sorgues et du Dourdou). Ce risque est pris en compte dans l'aménagement du territoire de la commune par le biais du Plan de prévention du risque inondation (PPRI) Lot amont 3, approuvé le 23 février 2011.
Le Plan départemental de protection des forêts contre les incendies découpe le département de l’Aveyron en sept « bassins de risque » et définit une sensibilité des communes à l’aléa feux de forêt (de faible à très forte). La commune est classée en sensibilité faible.
Les mouvements de terrains susceptibles de se produire sur la commune sont soit des mouvements liés au retrait-gonflement des argiles, soit des effondrements liés à des cavités souterraines. Le phénomène de retrait-gonflement des argiles est la conséquence d'un changement d'humidité des sols argileux. Les argiles sont capables de fixer l'eau disponible mais aussi de la perdre en se rétractant en cas de sécheresse. Ce phénomène peut provoquer des dégâts très importants sur les constructions (fissures, déformations des ouvertures) pouvant rendre inhabitables certains locaux. La carte de zonage de cet aléa peut être consultée sur le site de l'observatoire national des risques naturels Géorisques. Une autre carte permet de prendre connaissance des cavités souterraines localisées sur la commune,.

#### Risque particulier
Dans plusieurs parties du territoire national, le radon, accumulé dans certains logements ou autres locaux, peut constituer une source significative d’exposition de la population aux rayonnements ionisants. Toutes les communes du département sont concernées par le risque radon à un niveau plus ou moins élevé. Selon le dossier départemental des risques majeurs du département établi en 2013, la commune de Sainte-Eulalie-d'Olt est classée à risque moyen à élevé. Un décret du 4 juin 2018 a modifié la terminologie du zonage définie dans le code de la santé publique et a été complété par un arrêté du 27 juin 2018 portant délimitation des zones à potentiel radon du territoire français. La commune est désormais en zone 3, à savoir zone à potentiel radon significatif.

## Toponymie
En occitan, le lieu porte le nom de Senta-Aularia.

## Histoire

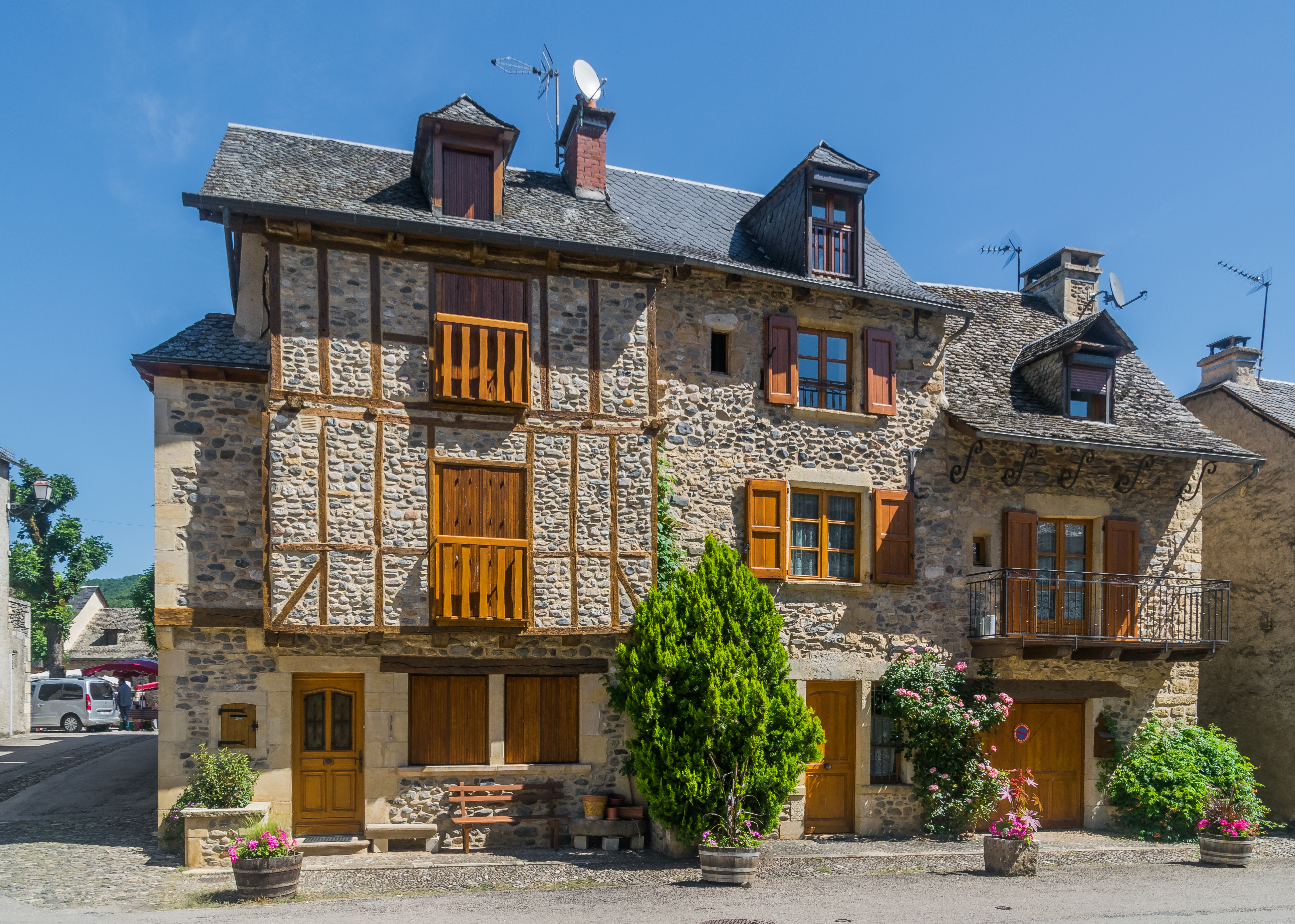
Maison à colombages et galets dans le bourg.

C’est au Moyen Âge que naquit Sainte Eulalie. Les remparts rehaussés de tours qui l’abritent valent alors à cette petite cité le nom de castrum. Malgré de nombreux changements au cours des siècles, son bourg, organisé en arcs de cercles successifs autour de sa place centrale, lui a permis de conserver son authenticité. Autrefois, ces maisons aux toits de lauze, édifiées sur deux ou trois étages, recouvertes de crépi, masquaient leur véritable nature. En effet, celles-ci étaient construites en galets du Lot avec ou sans colombage (bois). Les Encaulats (nom donné aux habitants de Sainte-Eulalie-d’Olt, qui signifie « mangeurs de choux ») se sont mis à restaurer leurs bâtisses, faisant réapparaître les colombages et les galets. Pour embellir encore le bourg, tous les ans, ils fleurissent les maisons. Sainte-Eulalie-d’Olt a été plusieurs fois primée dans sa catégorie au concours des villes et villages fleuris et ce, depuis 1986.

## Politique et administration

### Découpage territorial
La commune de Sainte-Eulalie-d'Olt est membre de la communauté de communes Des Causses à l'Aubrac, un établissement public de coopération intercommunale (EPCI) à fiscalité propre créé le 1er janvier 2017 dont le siège est à Palmas d'Aveyron. Ce dernier est par ailleurs membre d'autres groupements intercommunaux.
Sur le plan administratif, elle est rattachée à l'arrondissement de Rodez, au département de l'Aveyron et à la région Occitanie. Sur le plan électoral, elle dépend du  canton de Lot et Palanges pour l'élection des conseillers départementaux, depuis le redécoupage cantonal de 2014 entré en vigueur en 2015, et de la première circonscription de l'Aveyron  pour les élections législatives, depuis le dernier découpage électoral de 2010.

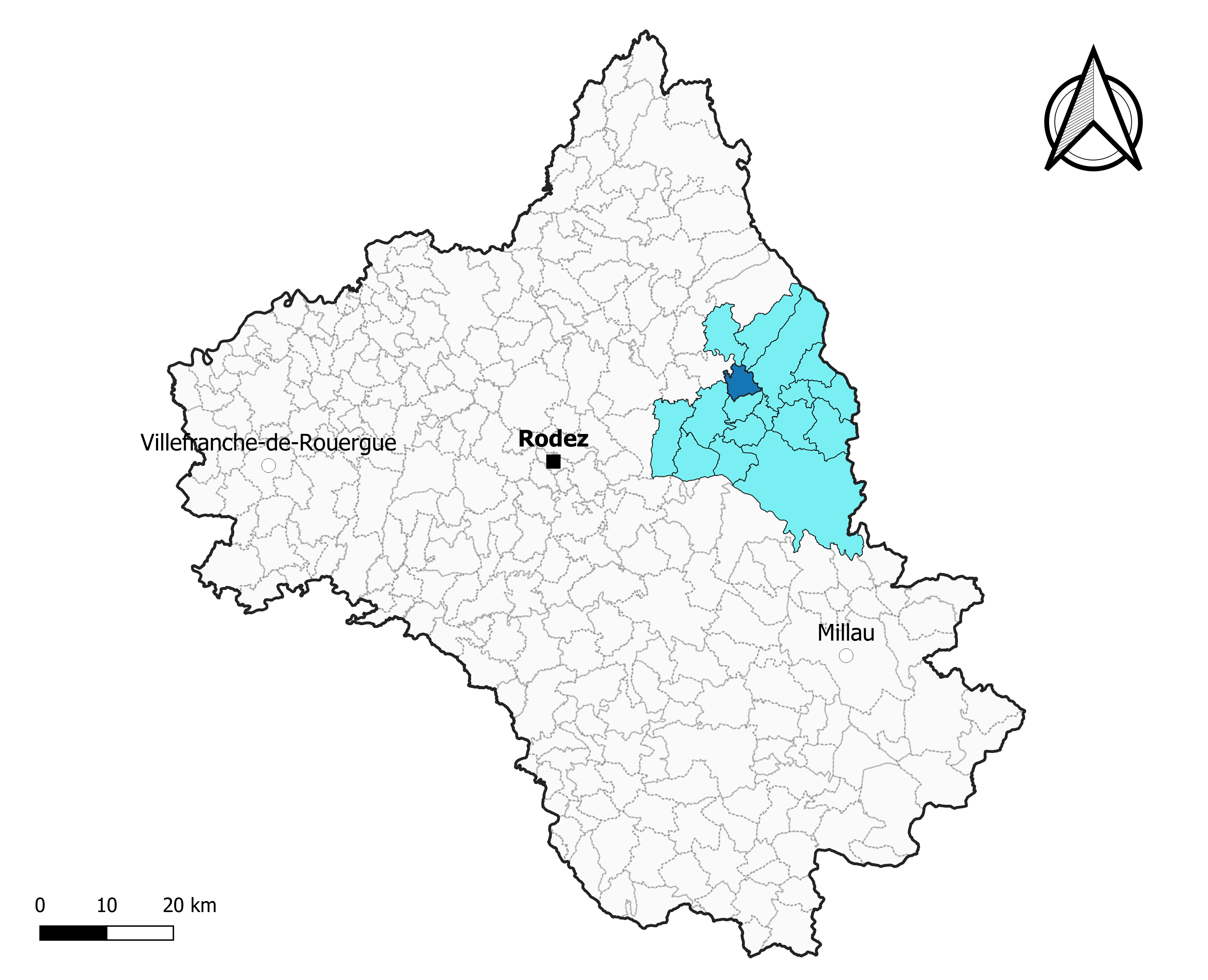
Sainte-Eulalie-d'Olt dans l'intercommunalité en 2020.
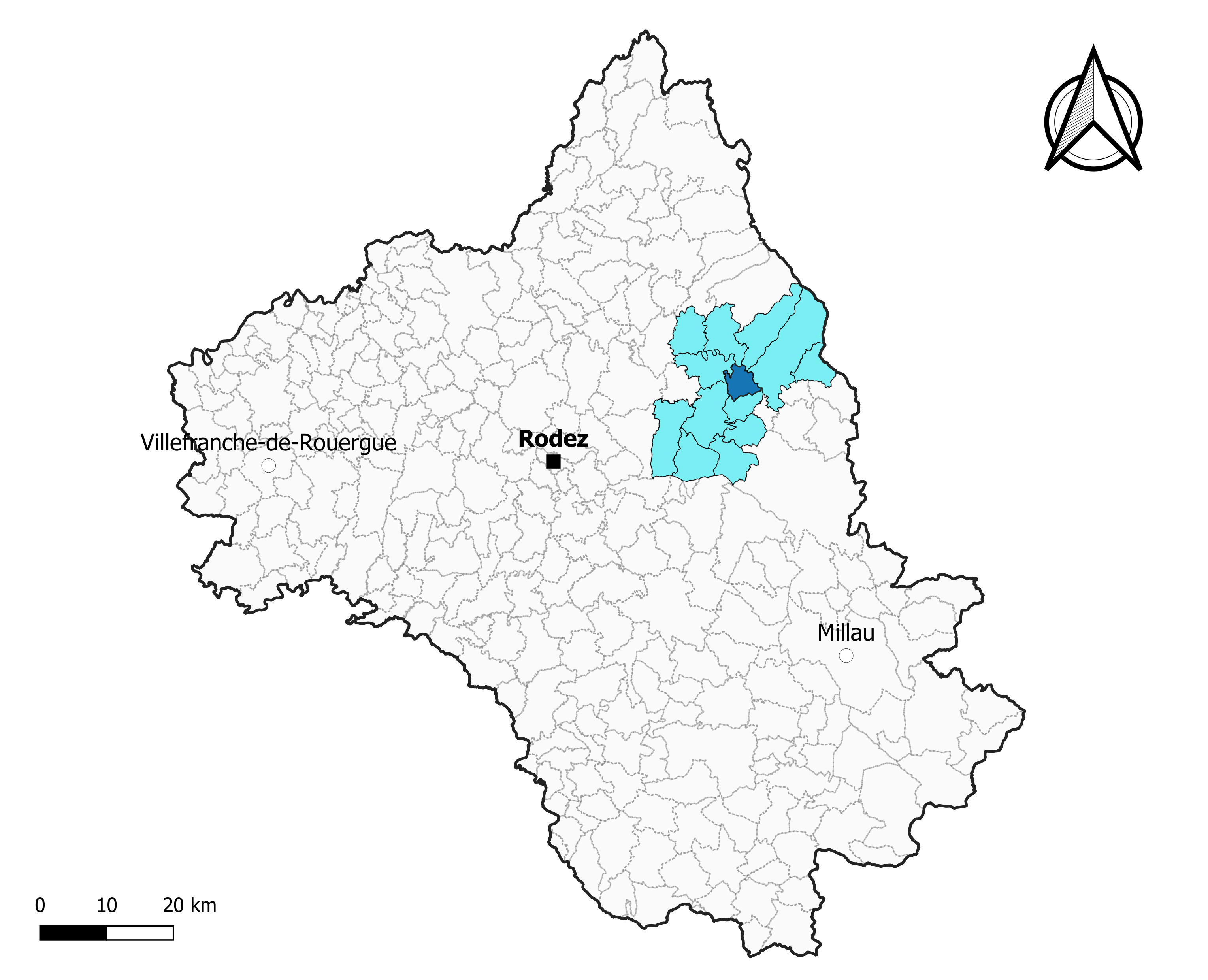
Sainte-Eulalie-d'Olt dans le canton de Lot et Palanges en 2020.
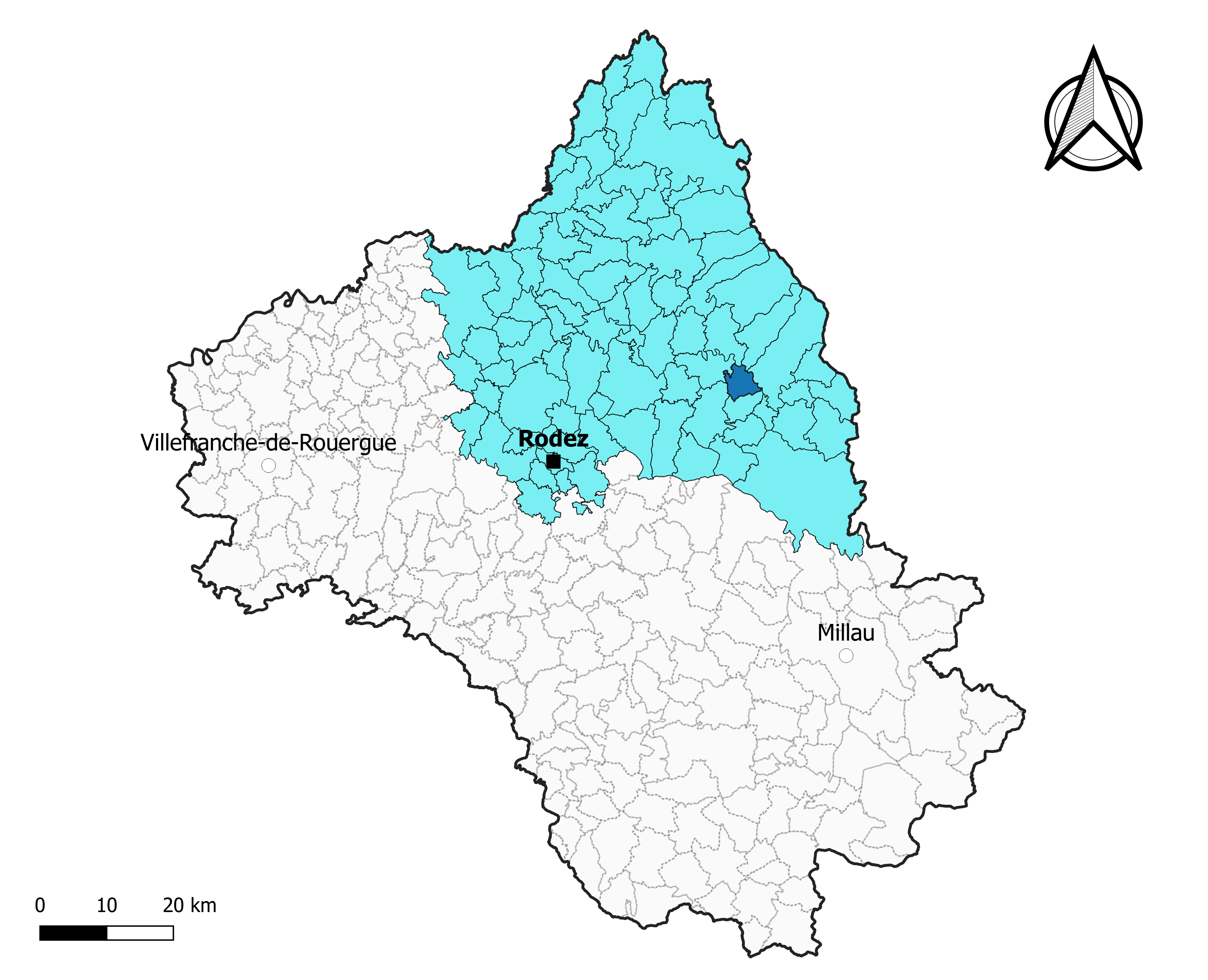
Sainte-Eulalie-d'Olt dans l'arrondissement de Rodez en 2020.

### Élections municipales et communautaires

#### Élections de 2020
Le conseil municipal de Sainte-Eulalie-d'Olt, commune de moins de 1 000 habitants, est élu au scrutin majoritaire plurinominal à deux tours avec candidatures isolées ou groupées et possibilité de panachage. Compte tenu de la population communale, le nombre de sièges à pourvoir lors des élections municipales de 2020 est de 11. Sur les vingt-deux candidats en lice, onze sont élus dès le premier tour, le 15 mars 2020, correspondant à la totalité des sièges à pourvoir, avec un taux de participation de 48,05 %.
Christian Naudan, maire sortant, est réélu pour un nouveau mandat le 24 mai 2020.
Dans les communes de moins de 1 000 habitants, les conseillers communautaires sont désignés parmi les conseillers municipaux élus en suivant l’ordre du tableau (maire, adjoints puis conseillers municipaux) et dans la limite du nombre de sièges attribués à la commune au sein du conseil communautaire. Un siège est attribué à la commune au sein de la communauté de communes Des Causses à l'Aubrac.

#### Liste des maires

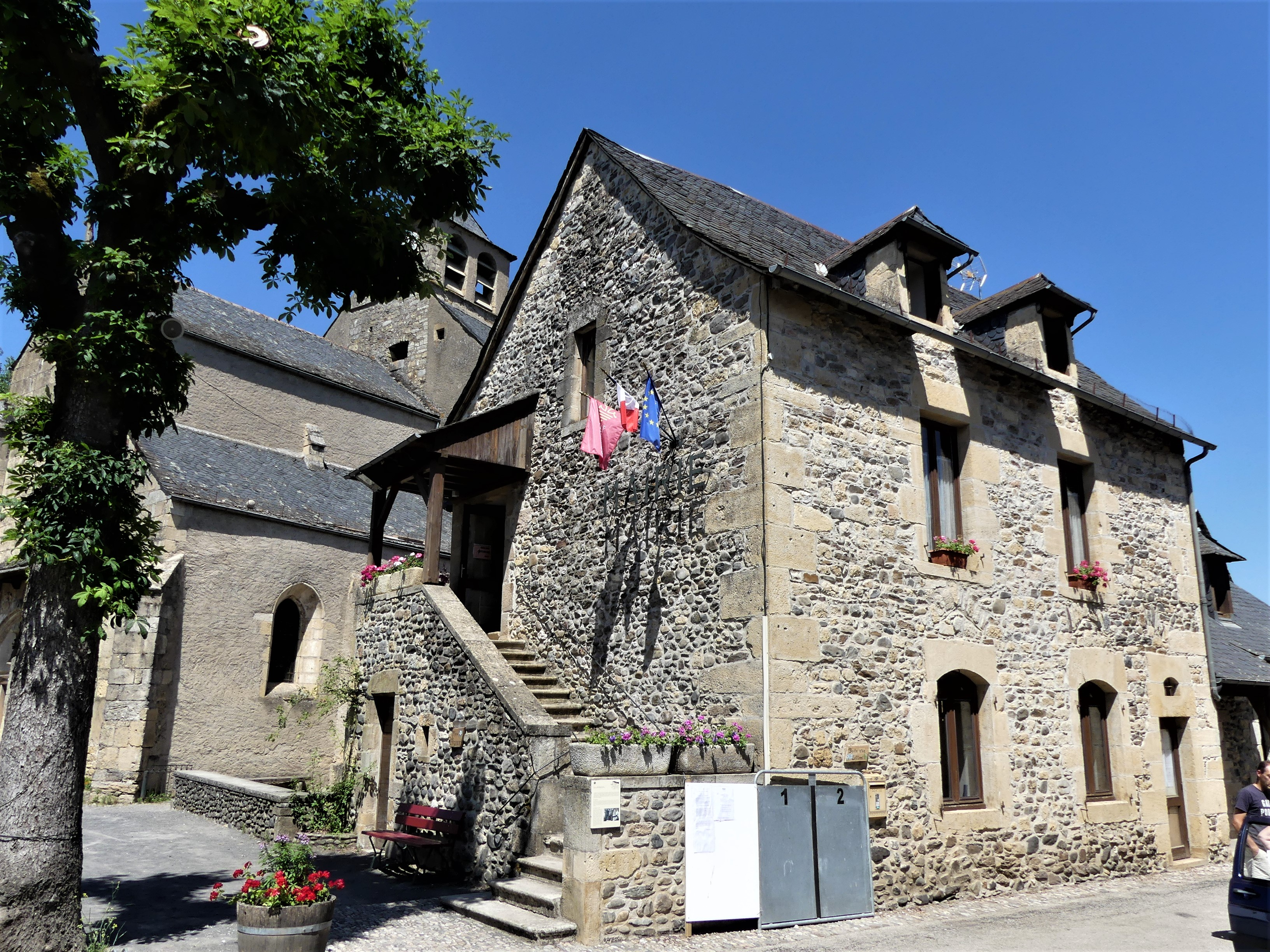
La mairie.

| Période                                  | Période  | Identité          | Étiquette | Qualité |
| ---------------------------------------- | -------- | ----------------- | --------- | --- |
| Les données manquantes sont à compléter. |          |                   |           | |
|                                          |          |                   |           | |
| avant 2002                               | ?        | Louis Marcilhac   | DVD       | |
|                                          |          |                   |           | |
| 2008                                     | En cours | Christian Naudan, | DVD       | Agriculteur sur petite exploitation, Président de la Communauté de communes Conseiller départemental depuis 2021 |

## Population et société

### Démographie
Les habitants de la commune se nomment les Sainte-Eulaliens.
L'évolution du nombre d'habitants est connue à travers les recensements de la population effectués dans la commune depuis 1793. Pour les communes de moins de 10 000 habitants, une enquête de recensement portant sur toute la population est réalisée tous les cinq ans, les populations de référence des années intermédiaires étant quant à elles estimées par interpolation ou extrapolation. Pour la commune, le premier recensement exhaustif entrant dans le cadre du nouveau dispositif a été réalisé en 2005.

En 2022, la commune comptait 371 habitants, en évolution de −1,33 % par rapport à 2016 (Aveyron : +0,37 %, France hors Mayotte : +2,11 %).
| 1793 | 1800 | 1841  | 1846  | 1851  | 1856  | 1861  | 1866  | 1872  |
| ---- | ---- | ----- | ----- | ----- | ----- | ----- | ----- | ----- |
| 959  | 931  | 1 140 | 1 157 | 1 205 | 1 133 | 1 084 | 1 122 | 1 095 |

| 1876  | 1881  | 1886  | 1891  | 1896 | 1901 | 1906 | 1911 | 1921 |
| ----- | ----- | ----- | ----- | ---- | ---- | ---- | ---- | ---- |
| 1 136 | 1 152 | 1 133 | 1 047 | 905  | 859  | 795  | 842  | 709  |

| 1926 | 1931 | 1936 | 1946 | 1954 | 1962 | 1968 | 1975 | 1982 |
| ---- | ---- | ---- | ---- | ---- | ---- | ---- | ---- | ---- |
| 667  | 653  | 655  | 631  | 516  | 478  | 414  | 385  | 359  |

| 1990 | 1999 | 2005 | 2006 | 2010 | 2015 | 2020 | 2022 | - |
| ---- | ---- | ---- | ---- | ---- | ---- | ---- | ---- | - |
| 310  | 327  | 330  | 329  | 366  | 378  | 377  | 371  | - |

### Manifestations culturelles et festivités
- Procession de la Sainte Épine et fête du village, le 2e dimanche de juillet[58].
- Marché des artisans d'art (3e dimanche d'août).
- « La Poule un » (Toussaint) : mise aux enchères de produits donnés par les paroissiens, dont une poule comme premier lot[59].

## Économie

### Revenus
En 2018  (données Insee publiées en septembre 2021), la commune compte 187 ménages fiscaux, regroupant 360 personnes. La médiane du revenu disponible par unité de consommation est de 18 020 € (20 640 € dans le département).

### Emploi
| Division       | 2008  | 2013  | 2018  |
| -------------- | ----- | ----- | ----- |
| Commune        | 9,7 % | 7,4 % | 8,3 % |
| Département    | 5,4 % | 7,1 % | 7,1 % |
| France entière | 8,3 % | 10 %  | 10 %  |

En 2018, la population âgée de 15 à 64 ans s'élève à 203 personnes, parmi lesquelles on compte 71,1 % d'actifs (62,7 % ayant un emploi et 8,3 % de chômeurs) et 28,9 % d'inactifs,. En  2018, le taux de chômage communal (au sens du recensement) des 15-64 ans est supérieur à celui du département, mais inférieur à celui de la France, alors qu'il était supérieur à celui de la France en 2008.
La commune est hors attraction des villes,. Elle compte 54 emplois en 2018, contre 59 en 2013 et 55 en 2008. Le nombre d'actifs ayant un emploi résidant dans la commune est de 132, soit un indicateur de concentration d'emploi de 40,7 % et un taux d'activité parmi les 15 ans ou plus de 44 %.
Sur ces 132 actifs de 15 ans ou plus ayant un emploi, 41 travaillent dans la commune, soit 31 % des habitants. Pour se rendre au travail, 80,5 % des habitants utilisent un véhicule personnel ou de fonction à quatre roues, 9,8 % s'y rendent en deux-roues, à vélo ou à pied et 9,8 % n'ont pas besoin de transport (travail au domicile).

### Activités hors agriculture
34 établissements sont implantés  à Sainte-Eulalie-d'Olt au 31 décembre 2019. Le tableau ci-dessous en détaille le nombre par secteur d'activité et compare les ratios avec ceux du département,.
| Secteur d'activité                                                                                        | Commune | Commune | Département |
| Secteur d'activité                                                                                        | Nombre  | %       | %           |
| --- | ------- | ------- | ----------- |
| Ensemble                                                                                                  | 34      |         |             |
| Industrie manufacturière, industries extractives et autres                                                | 8       | 23,5 %  | (17,7 %)    |
| Construction                                                                                              | 5       | 14,7 %  | (13 %)      |
| Commerce de gros et de détail, transports, hébergement et restauration                                    | 10      | 29,4 %  | (27,5 %)    |
| Activités immobilières                                                                                    | 1       | 2,9 %   | (4,2 %)     |
| Activités spécialisées, scientifiques et techniques et activités de services administratifs et de soutien | 1       | 2,9 %   | (12,4 %)    |
| Administration publique, enseignement, santé humaine et action sociale                                    | 3       | 8,8 %   | (12,7 %)    |
| Autres activités de services                                                                              | 6       | 17,6 %  | (7,8 %)     |

Le secteur du commerce de gros et de détail, des transports, de l'hébergement et de la restauration est prépondérant sur la commune puisqu'il représente 29,4 % du nombre total d'établissements de la commune (10 sur les 34 entreprises implantées  à Sainte-Eulalie-d'Olt), contre 27,5 % au niveau départemental.

### Agriculture
La commune est dans la « Viadène et vallée du Lot », une petite région agricole occupant le nord-ouest du département de l'Aveyron. En 2020, l'orientation technico-économique de l'agriculture  sur la commune est l'élevage d'ovins ou de caprins.
|               | 1988  | 2000  | 2010  | 2020 |
| ------------- | ----- | ----- | ----- | ---- |
| Exploitations | 15    | 13    | 12    | 13   |
| SAU (ha)      | 2 940 | 3 734 | 3 746 | 604  |

Le nombre d'exploitations agricoles en activité et ayant leur siège dans la commune est passé de 15 lors du recensement agricole de 1988  à 13 en 2000 puis à 12 en 2010 et enfin à 13 en 2020, soit une baisse de 13 % en 32 ans. Le même mouvement est observé à l'échelle du département qui a perdu pendant cette période 51 % de ses exploitations,. La surface agricole utilisée sur la commune a également diminué, passant de 2 940 ha en 1988 à 604 ha en 2020. Parallèlement la surface agricole utilisée moyenne par exploitation a baissé, passant de 196 à 46 ha.

## Culture locale et patrimoine

### Lieux et monuments

#### Édifices civils
- Château du XVe siècle inscrit au titre des monuments historiques en 1976 pour ses façades et toitures[64].
- Hôtel particulier Renaissance.
- Moulin du XVIIe siècle[65]. avec roue verticale, unique en Aveyron[réf. nécessaire].
- Ancienne école devenue le musée Marcel-Boudou[66].
- Pile « romaine », au milieu du Lot, seul vestige d'un ancien pont qui, selon la mémoire populaire, pourrait dater de l'époque romaine[67].

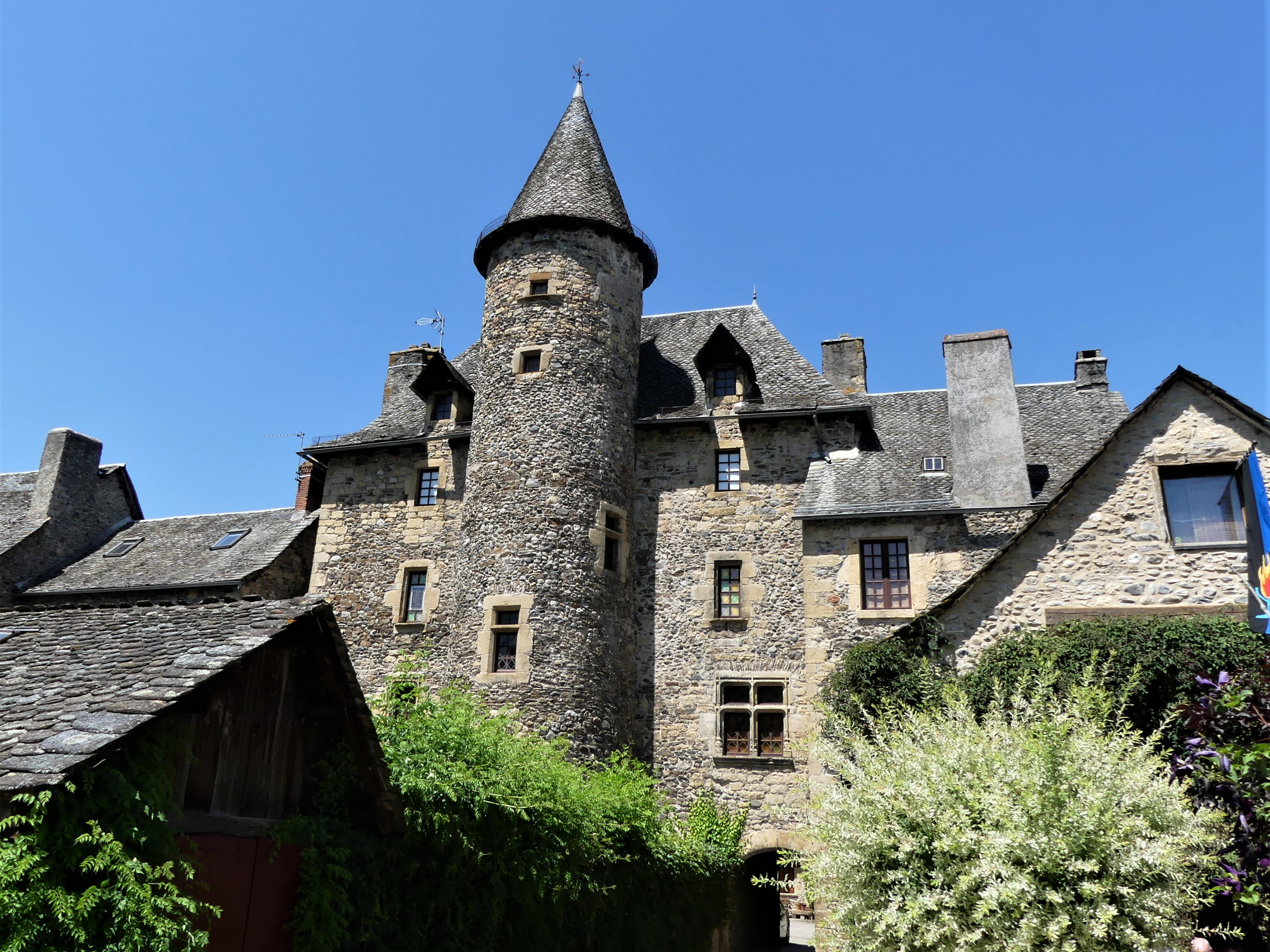
Le château.
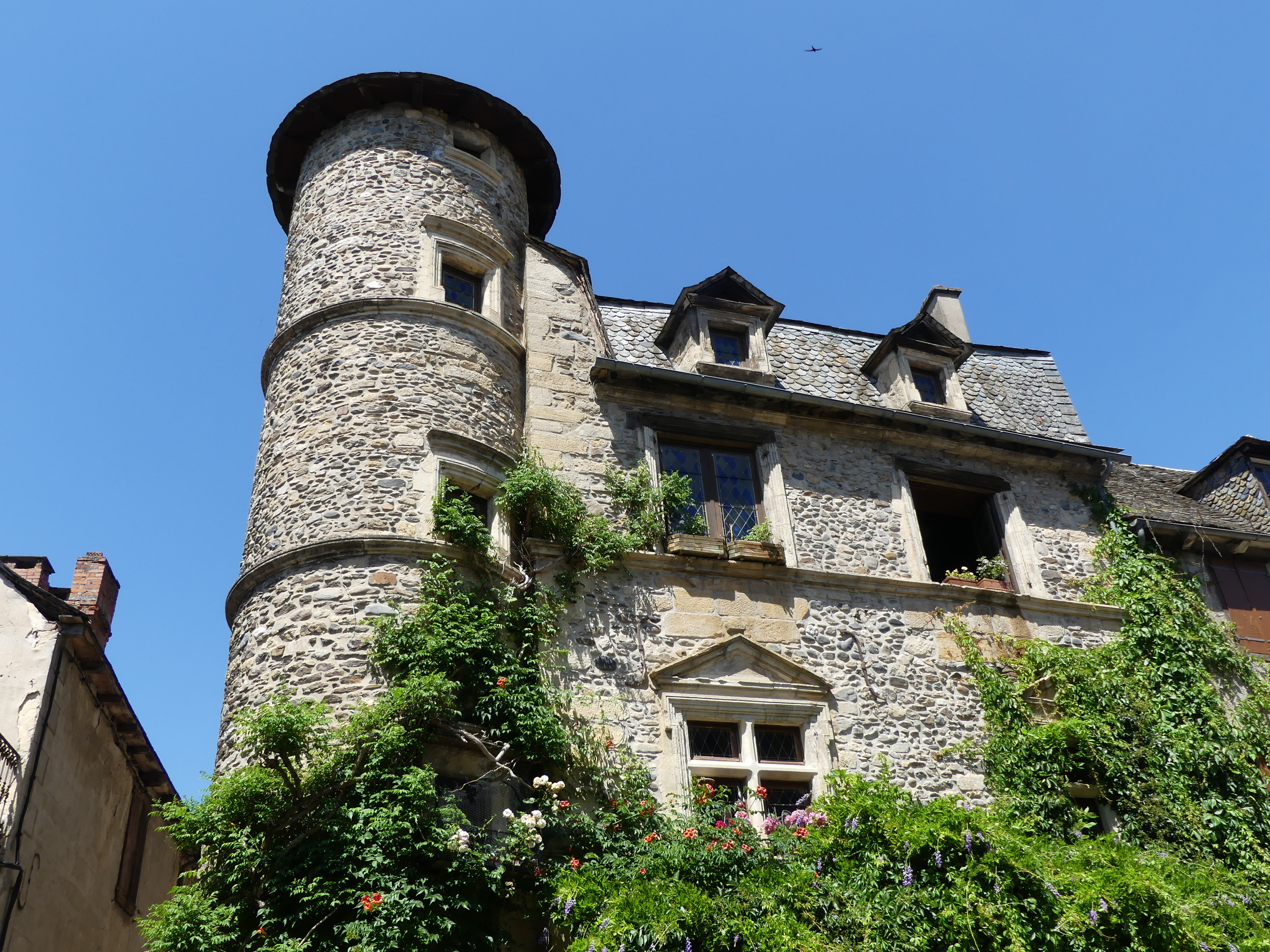
L'hôtel particulier Renaissance.
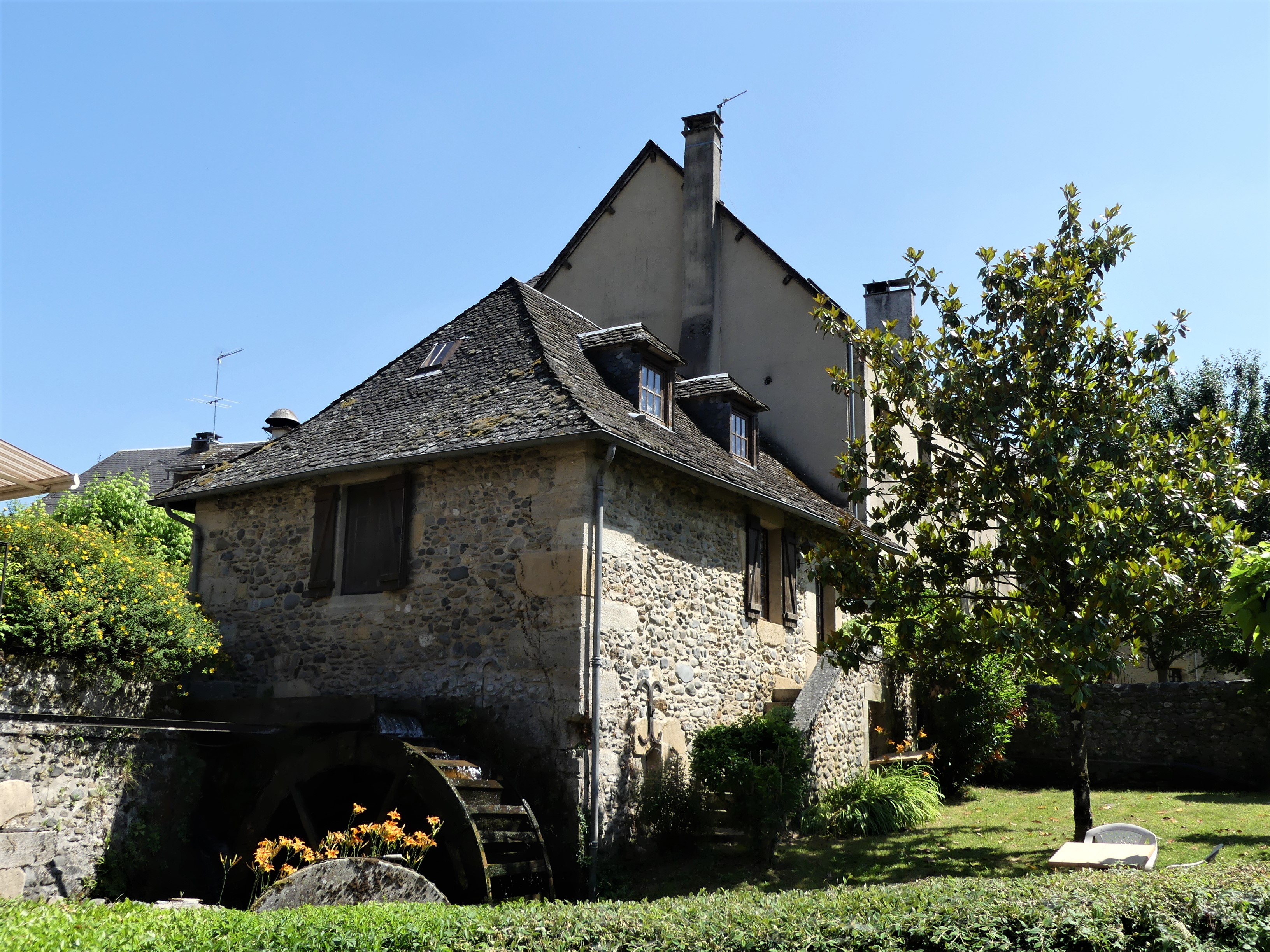
Le moulin du XVIIe siècle.
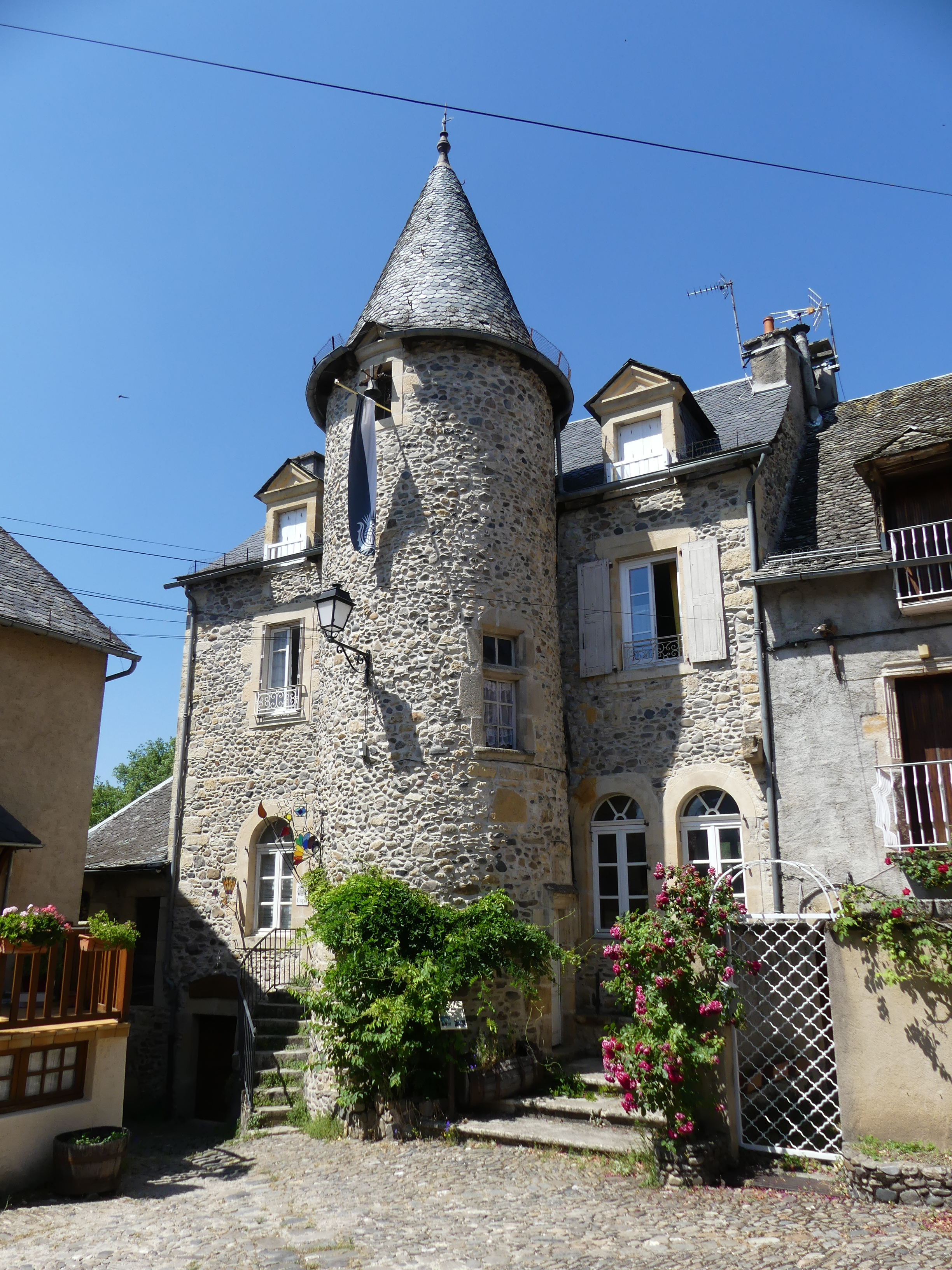
L'ancienne école.
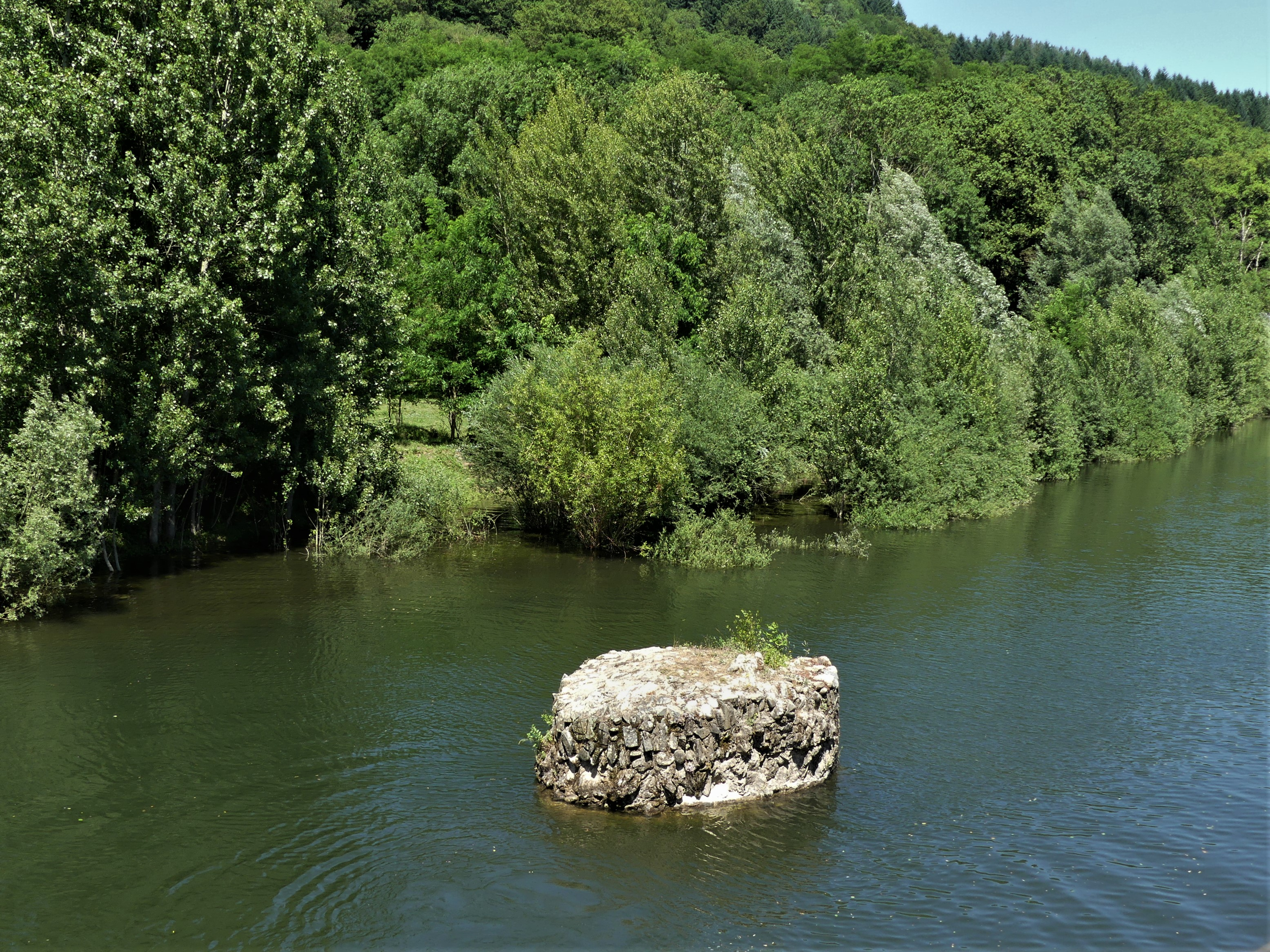
La pile « romaine ».

#### Édifices religieux
- Église Sainte-Eulalie des XIe, XIIe et XVIe siècles, rappelant l'abbatiale Sainte-Foy de Conques, classée au titre des monuments historiques en 1923[68].
- Église Saint-Sylvestre de Malescombes.
- Chapelle Notre-Dame-de-Pitié de Sainte-Eulalie-d'Olt, à côté du cimetière.

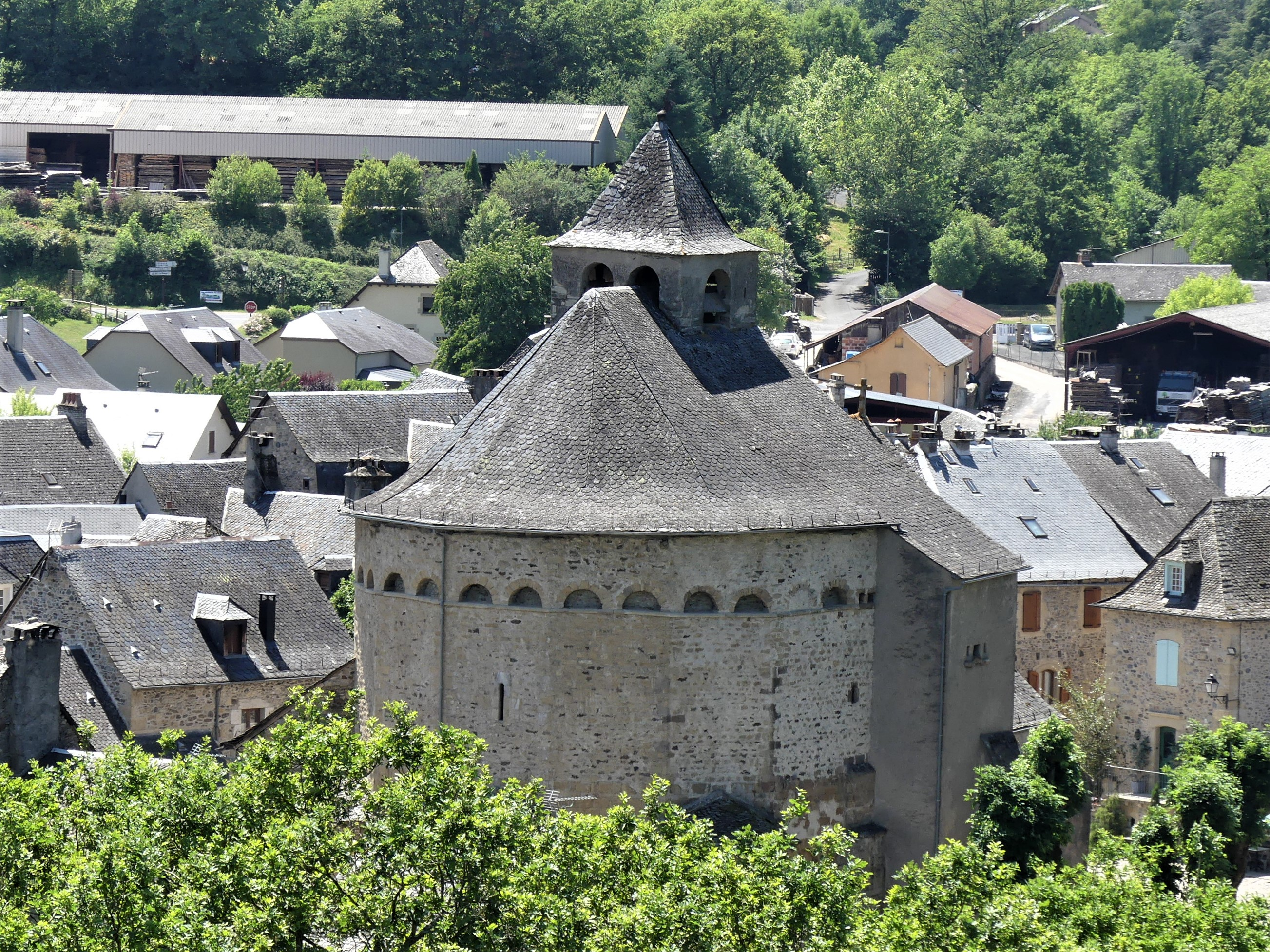
L'église.
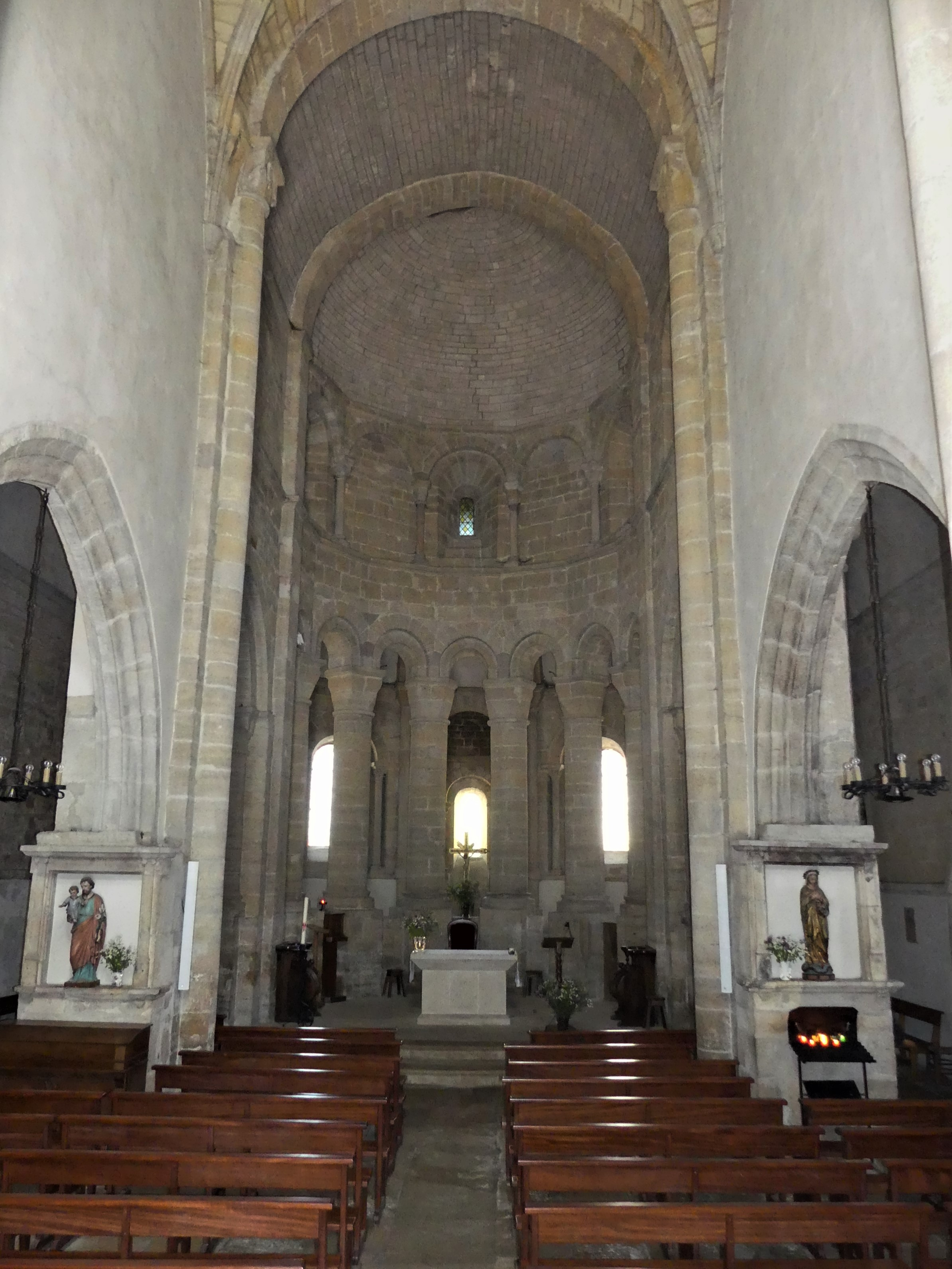
Sa nef et son chœur.
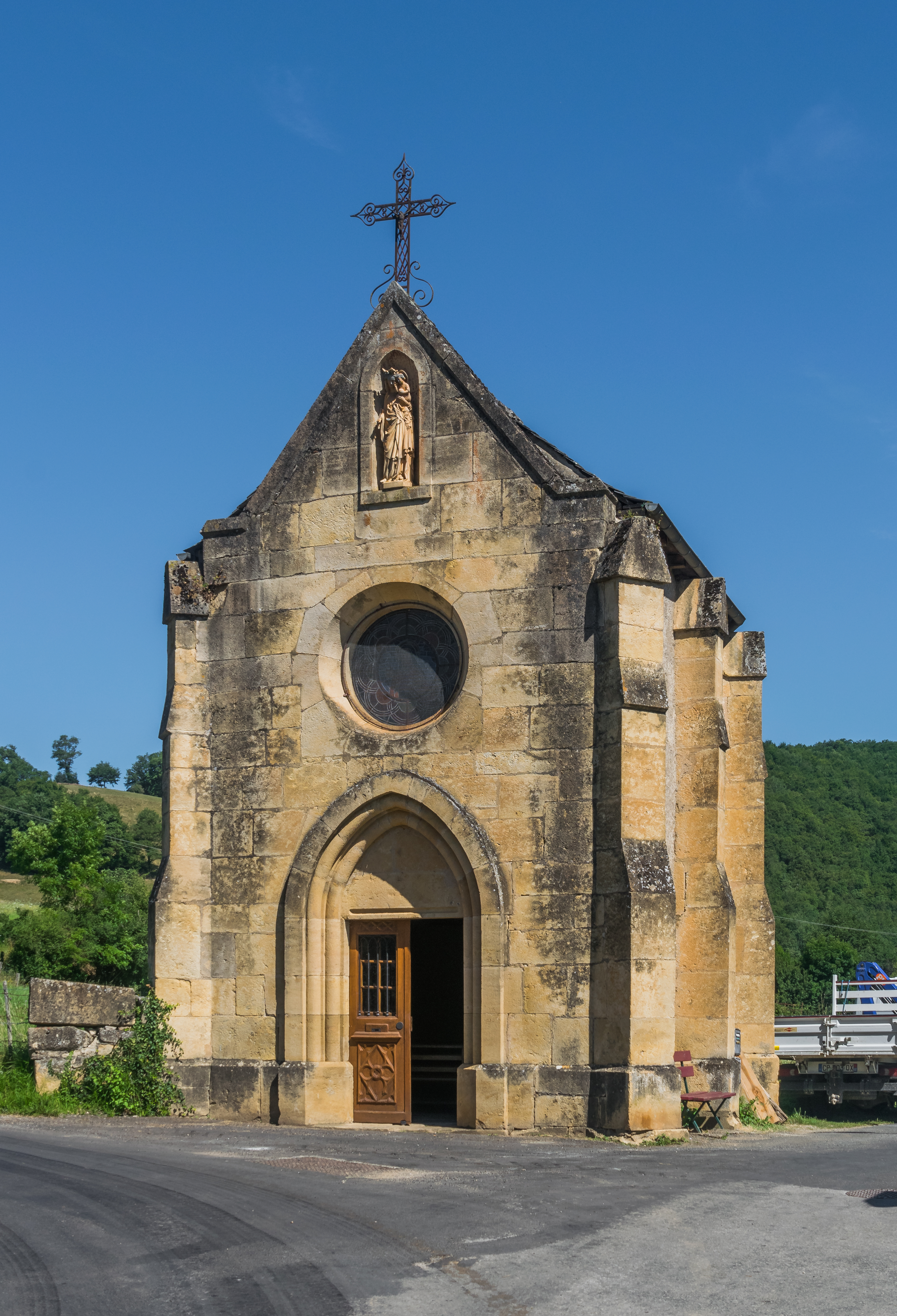
La chapelle Notre-Dame-de-Pitié.
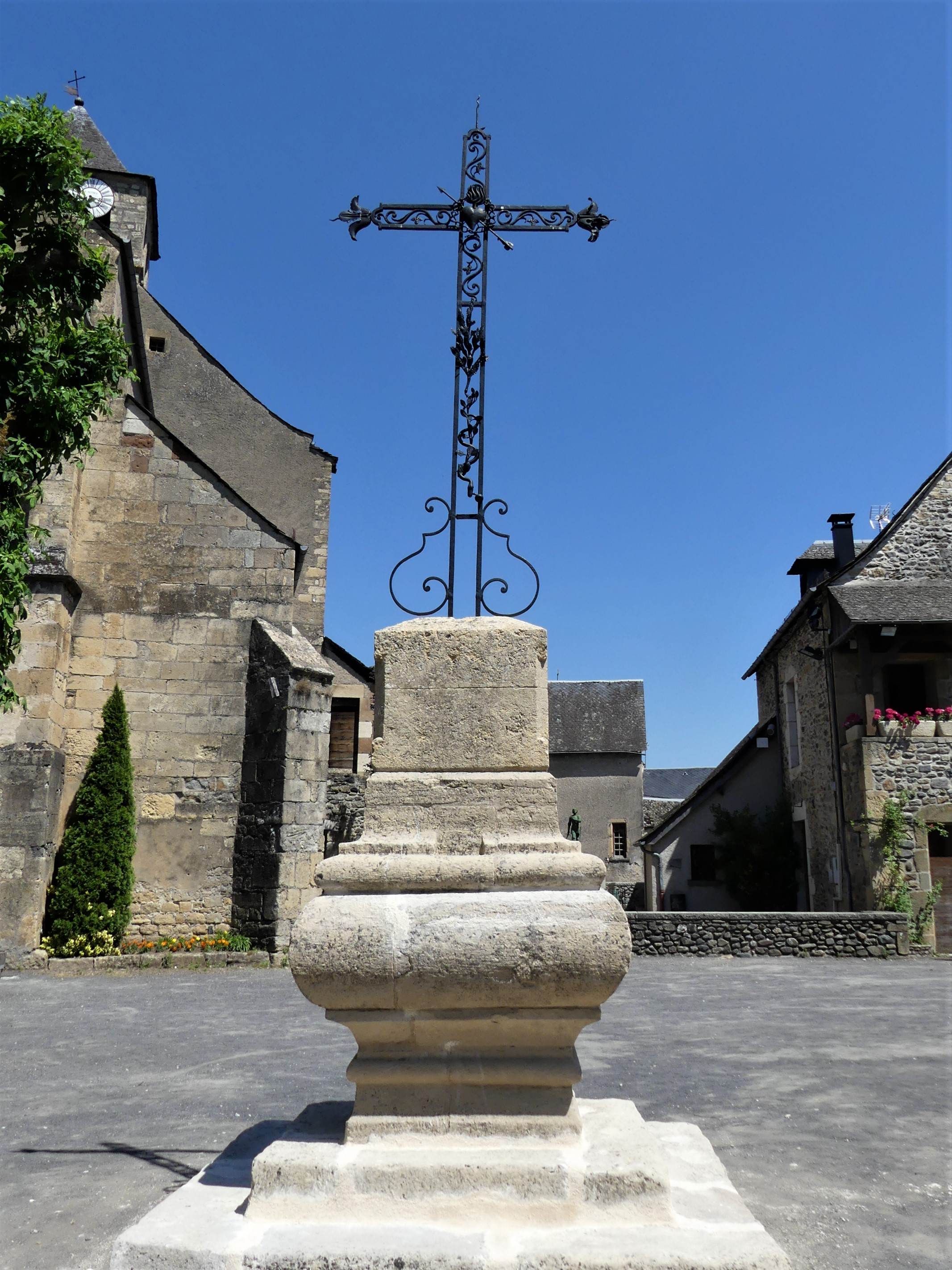
Croix située place de l'église.

### Personnalités liées à la commune
- Paul Boubal (1908-1988), propriétaire du Café de Flore à Paris de 1939 à 1983.